# Grounded
Grounded – komputerowa gra survivalowa z elementami przygodowej gry akcji, stworzona przez Obsidian Entertainment w Stanach Zjednoczonych i wydana przez Xbox Game Studios 27 września 2022 na Windows, Xbox One, Xbox Series oraz 16 kwietnia 2024 na platformach PlayStation 4, PlayStation 5 i Nintendo Switch. Akcja gry toczy się w przydomowym ogrodzie. Gracze zmniejszeni do rozmiarów owadów mają za zadanie przetrwać w nieprzyjaznym środowisku poprzez walkę z owadami, budowę baz oraz wytwarzanie różnych przedmiotów, wykonując zarazem fabularne zadania i zwiedzając opuszczone kompleksy laboratoryjne.
Gra otrzymała w większości pozytywne recenzje. Tytuł już w wersji wczesnego dostępu, przed premierą pełnej wersji gry, został najlepiej sprzedającą się grą na platformie Steam i zyskał dużą popularność.

## Fabuła
Gra rozpoczyna się od przerywnika, w którym można się dowiedzieć z wiadomości w telewizji o tajemniczym zniknięciu czwórki nastolatków. Są to Max, Willow, Pete i Hoops. Wszyscy bohaterowie dostępni są na początku gry przy wyborze postaci, którą będzie się sterować. Po wyborze postaci na ekranach ukazuje się kolejny przerywnik, w którym wybrana postać budzi się w tajemniczej teczce. Po wyjściu z niej okazuje się, że bohater został skurczony do rozmiarów mrówek. Podczas dalszej rozgrywki do wykonania jest szereg misji, których celem końcowym ma być naprawa maszyny zmniejszającej, która uległa awarii i powrót bohaterów do normalnych rozmiarów. By to osiągnąć, gracz musi przetrwać w niekorzystnym środowisku wielkiego, przydomowego ogrodu z wykorzystaniem nauki. Poza głównymi zadaniami, w grze znajduje się także wiele pobocznych wątków. Ukryte jest w niej wiele tajemnic oraz miejsc i przedmiotów do znalezienia.

## Rozgrywka
Gra jest połączeniem gry survivalowej oraz przygodowej gry akcji. Gracz może grać w nią w pojedynkę bądź w grupie do czterech osób za pośrednictwem sieci. Dodatkowo gracze mogą grać pomiędzy różnymi platformami. Gracz wciela się w jedną z czterech postaci, zmniejszonych do rozmiarów mrówek. Twórcy umożliwili rozgrywkę w trybie pierwszoosobowym lub trzecioosobowym. Gracz musi przetrwać w ogrodzie pełnym różnych owadów jak m.in. mrówki, mszyce, komary, biedronki czy pająki. Występujące w grze owady świadczą o tym, że akcja gry rozgrywa się gdzieś w Ameryce Północnej, gdzie poza paroma wyjątkami takimi jak modliszka storczykowa, która jest gatunkiem inwazyjnym, można spotkać każdy gatunek owada występujący w grze. Poszczególne owady mają różne funkcje, np. pająki, komary czy osy są agresywnie nastawione do gracza, który jest celem ich ataków. Biedronki są źródłem łusek, które mogą służyć za pancerz oraz mogą zaprowadzić gracza do pożywienia. Mszyce można upolować, a następnie przyrządzić z nich pokarm, który pomoże graczowi zadbać o pożywienie oraz nawodnienie. Poza poziomem głodu i pragnienia gracz musi pilnować także poziomu energii oraz zdrowia. Podczas rozgrywki kluczowym zadaniem jest zbieranie z otoczenia surowców, takich jak m.in. trawa, kamienie, patyki czy spadź. Są one potrzebne do wykonania narzędzi i uzbrojenia, takich jak topory, zbroje czy włócznie oraz struktur, jak ściany, podłogi, drzwi, ogniska, skrzynie i inne meble. Dzięki temu gracz zyskuje możliwość wybudowania własnej kryjówki, która jest bardzo ważnym elementem gry. Wraz ze wzrostem doświadczenia odblokowane zostają nowe przepisy i przedmioty, a gracz zwiedza kolejne części ogrodu, które z coraz większym postępem w grze są coraz trudniejsze i spotkać można w nich bardziej agresywne gatunki owadów.
Ważnym elementem rozgrywki są również fabularne misje, w których gracz musi np. zwiedzać opuszczone laboratoria, szukać różnych przedmiotów, dostawać się do ukrytych miejsc czy rozwiązywać różnego rodzaju zagadki.
W grze istnieje tryb dla osób z arachnofobią, który zmienia wygląd pająków.
Łączna rozgrywka razem z misjami pobocznymi trwa blisko 100 godzin.

## Produkcja
Pomysł na grę narodził się po wydaniu przez jej twórców, Obsidian Entertainment, gry Pillars of Eternity II: Deadfire. Pracę nad grą rozpoczęto w 2018, jeszcze przed przejęciem studia przez Microsoft. Ponieważ studio pracowało właśnie nad The Outer Worlds, produkcją nowej gry zajmował się bardzo mały zespół, składający się z 13 osób. Gra oficjalnie została zapowiedziana w listopadzie 2019 podczas festiwalu Inside Xbox (X019), na którym zaprezentowany został także pierwszy zwiastun. Tytuł miał być kooperacyjnym survivalem osadzonym w świecie owadów oraz miał być pierwszą produkcją, która trafi do usługi Xbox Game Pass w ramach wczesnego dostępu. 8 kwietnia 2020 podczas kolejnej prezentacji Inside Xbox (X019) została zapowiedziana konkretna data publikacji tytułu w formie wczesnego dostępu. Udostępniony został także kolejny zwiastun. 16 czerwca 2020 zostało opublikowane półgodzinne demo gry, które dostępne było do 22 czerwca 2020. 28 lipca 2020 na rynek trafiła zapowiadana wcześniej wersja w ramach wczesnego dostępu, która w parę godzin została najlepiej sprzedającą się grą na platformie Steam, co jest rzadkie w przypadku gier we wczesnym dostępie. Gra zyskała w krótkim okresie także wiele pozytywnych ocen oraz sporą oglądalność na platformie streamingowej Twitch. W dwa dni po pojawieniu się na rynku liczba sprzedanych kopii wyniosła ponad milion. Do gry we wczesnym dostępie, która posiadała sporo błędów oraz około 20% fabuły udostępnione zostało wiele aktualizacji dodających liczne nowości, co pozwoliło tytułowi przez wiele miesięcy cieszyć się sporą popularnością oraz znajdować się w pierwszej dziesiątce sprzedaży gier na Steam Twórcy gry przyznali, że wiele elementów rozgrywki dodawanych w aktualizacjach powstały dzięki sugestiom graczy.
Twórcy przyznali, że podczas produkcji gry inspirowali się filmami takimi jak Dawno temu w trawie Disneya, Kochanie, zmniejszyłem dzieciaki oraz gatunkiem gier komputerowych metroidvanią. Analizowali także dokładnie budowę owadów i ich zachowania. Chcieli stworzyć interaktywne otoczenie, które zmienia się wraz z wyborami graczy. W tym celu opracowana została sztuczna inteligencja owadów znajdujących się w grze. Na przykład mrówki są ciekawe postaci gracza i początkowo nie są agresywne, jednak zmienia się to np. jeśli gracz zbuduje bazę w pobliżu ich mrowiska lub gdy postać gracza stanie się silniejsza i mrówki zaczną postrzegać ją jako zagrożenie.
Datą wydania pełnej wersji gry miał być rok 2022. Pomimo zapowiadanego przez ludzi z branży gier ryzyka opóźnienia się premiery, która miała w takim przypadku zostać przełożona na 2023, podczas Xbox & Bethesda Games Showcase ogłoszone zostało, że wersja 1.0 zostanie opublikowana we wrześniu 2022. Kilka tygodni później reżyser gry, Adam Bennecke poinformował o dokładnej dacie, jaką miał być 27 września 2022. W lipcu 2022 zapowiedziana została również adaptacja gry w formie serialu na wzór Arcane, do którego scenariusz napisać ma Brent Friedman, a reżyserem zostać ma Brien Goodrich. Planowany serial ma rozszerzać tło fabularne gry. Pełna wersja gry została opublikowana, tak jak planowano, 27 września 2022 na Windows, Xbox One oraz Xbox Series. Jej wydaniem zajęło się Xbox Games Studios Microsoftu, do którego należy studio tworzące grę. 16 kwietnia 2024 wydana została ostatnia duża aktualizacja o nazwie Fully Yoked, dodająca wiele nowości, w tym nowy tryb gry. Gra dodatkowo trafiła na platformy PlayStation 4, PlayStation 5 oraz Nintendo Switch. Tytuł wydany został także w wersji pudełkowej.

## Odbiór
Tytuł jeszcze przed premierą pełnej wersji pojawił się na rynku w formule wczesnego dostępu. Pomimo faktu, że gra była jeszcze w produkcji i posiadała tylko część fabuły oraz dostępnych funkcji, biła rekordy sprzedaży. W kilka godzin została najlepiej sprzedającą się grą na platformie Steam, a w późniejszych miesiącach znajdowała się w pierwszej dziesiątce sprzedaży. Już po dwóch dniach sprzedaż sięgnęła miliona sprzedanych kopii. Tytuł cieszył się także sporą oglądalnością na platformie streamingowej Twitch. Gra, pomimo zauważalnych błędów, dostawała w okresie przed premierą pełnej wersji głównie dobre oceny.
Według serwisu Metacritic tytuł otrzymał w większości pozytywne recenzje. Gra została doceniona za wiele elementów, takich jak system walki, eksploracja mapy oraz oprawa graficzna. Wielu krytyków uznało Grounded za jedną z lepszych gier survivalowych na rynku. Głosów krytyki jest znacznie mniej; wśród zarzutów wobec gry wskazuje się brak przewodnika, trudność rozgrywki w pojedynkę czy błędy.
Tytuł był nominowany w kategorii Innowacja na The Game Awards 2020. Podczas ceremonii Golden Joystick Awards tytuł otrzymał nagrodę za najlepszą grę roku na platformę Xbox oraz był nominowany do otrzymania nagrody za najlepszą grę akcji na D.I.C.E. Awards.
Do 10 lutego 2022 w grę zagrało ponad 10 milionów graczy, a w grudniu tego samego roku liczba ta wynosiła już ponad 15 milionów.